# خسبان
خسبان هي قرية في مقاطعة طالقان، إيران. عدد سكان هذه القرية هو 1,009 في سنة 2006.